# 촌라티 탄텅
촌라티 탄텅(태국어: ชลธี ธารทอง, 1937년 8월 31일~2023년 7월 21일)은 태국 룩퉁의 작곡가이다.